# Paul-Jean Rupied
Paul-Jean Rupied, francoski general, * 1882, † 1974.